# Siriella trispina
Siriella trispina är en kräftdjursart som beskrevs av Ii 1964. Siriella trispina ingår i släktet Siriella och familjen Mysidae. Inga underarter finns listade i Catalogue of Life.